# Alex Antonitsch
Alex Antonitsch, né le 8 février 1966 à Villach, est un ancien joueur de tennis professionnel autrichien. Il a à son actif un titre sur le circuit ATP en simple, obtenu à Séoul en 1990 et quatre titres en double. Il a atteint la quarantième place mondiale, le 9 juillet 1990.

## Palmarès

### Titre en simple messieurs
| No | Date       | Nom et lieu du tournoi    | Catégorie    | Dotation  | Surface    | Finaliste | Score    |  |
| -- | ---------- | ------------------------- | ------------ | --------- | ---------- | --------- | -------- |  |
| 1  | 16-04-1990 | KAL Cup Korea Open, Séoul | World Series | 140 000 $ | Dur (ext.) | Pat Cash  | 7-6, 6-3 |  |

### Finales en simple messieurs
| No | Date       | Nom et lieu du tournoi                               | Catégorie    | Dotation  | Surface      | Vainqueur     | Score    |  |
| -- | ---------- | ---------------------------------------------------- | ------------ | --------- | ------------ | ------------- | -------- |  |
| 1  | 23-04-1990 | Salem Open, Hong Kong                                | World Series | 185 000 $ | Dur (ext.)   | Pat Cash      | 6-3, 6-4 |  |
| 2  | 06-07-1992 | Miller Lite Hall of Fame Championships, Newport (RI) | World Series | 175 000 $ | Gazon (ext.) | Bryan Shelton | 6-4, 6-4 |  |

### Titres en double messieurs
| No | Date       | Nom et lieu du tournoi                              | Catégorie    | Dotation  | Surface         | Partenaire       | Finalistes                    | Score         |  |
| -- | ---------- | --------------------------------------------------- | ------------ | --------- | --------------- | ---------------- | ----------------------------- | ------------- |  |
| 1  | 21-10-1985 | Tournoi de tennis de Cologne Cologne                |              | 80 000 $  | Dur (int.)      | Michiel Schapers | Jan Gunnarsson Peter Lundgren | 6-4, 7-5      |  |
| 2  | 17-10-1988 | CA Tennis Trophy Vienne                             |              | 140 000 $ | Moquette (int.) | Balázs Taróczy   | Kevin Curren Tomáš Šmíd       | 4-6, 6-3, 7-6 |  |
| 3  | 15-04-1991 | KAL Cup Korea Open Séoul                            | World Series | 140 000 $ | Dur (ext.)      | Gilad Bloom      | Kent Kinnear Sven Salumaa     | 7-6, 6-1      |  |
| 4  | 04-07-1994 | Miller Lite Hall of Fame Championships Newport (RI) | World Series | 215 000 $ | Gazon (ext.)    | Greg Rusedski    | Kent Kinnear David Wheaton    | 6-4, 3-6, 6-4 |  |

### Finales en double messieurs
| No | Date       | Nom et lieu du tournoi          | Catégorie    | Dotation  | Surface         | Vainqueurs                      | Partenaire       | Score    |  |
| -- | ---------- | ------------------------------- | ------------ | --------- | --------------- | ------------------------------- | ---------------- | -------- |  |
| 1  | 11-01-1993 | Benson and Hedges Open Auckland | World Series | 157 500 $ | Dur (ext.)      | Grant Connell Patrick Galbraith | Aleksandr Volkov | 6-3, 7-6 |  |
| 2  | 17-10-1994 | CA Tennis Trophy Vienne         | World Series | 375 000 $ | Moquette (int.) | Mike Bauer David Rikl           | Greg Rusedski    | 7-6, 6-4 |  |

## Parcours dans les tournois du Grand Chelem

### En simple
| Année | Open d'Australie | Open d'Australie   | Roland-Garros | Roland-Garros | Wimbledon | Wimbledon        | US Open  | US Open         |
| ----- | ---------------- | ------------------ | ------------- | ------------- | --------- | ---------------- | -------- | --------------- |
| 1987  | -                | -                  | 2e tour       | Franco Davín  | 1er tour  | Peter Doohan     | 1er tour | Richey Reneberg |
| 1988  | -                | -                  | -             | -             | 1er tour  | Michiel Schapers | -        | -               |
| 1989  | -                | -                  | -             | -             | -         | -                | 1er tour | Richey Reneberg |
| 1990  | 2e tour          | John McEnroe       | 2e tour       | Guy Forget    | 4e tour   | Ivan Lendl       | 3e tour  | Ivan Lendl      |
| 1991  | 1er tour         | Scott Davis        | -             | -             | -         | -                | -        | -               |
| 1992  | -                | -                  | -             | -             | -         | -                | 1er tour | Francisco Roig  |
| 1993  | 3e tour          | Pete Sampras       | -             | -             | 1er tour  | David Prinosil   | -        | -               |
| 1994  | 3e tour          | MaliVai Washington | 1er tour      | Sláva Doseděl | 1er tour  | Wally Masur      | 1er tour | Tomás Carbonell |

### En double
N'a jamais participé à un tableau final